# Городилово (Палехский район)
Городи́лово — деревня в Палехском районе Ивановской области. Входит в Пеньковское сельское поселение.

## География
Находится в северо-восточной части Палехского района, в 20,6 км к северо-востоку от Палеха (28,8 км по автодорогам).

## Население
| 1859 | 1905 | 2010 |
| ---- | ---- | ---- |
| 154  | ↗180 | ↘11  |